# شهریارک کلاه‌دار
شهریارک کلاه‌دار (نام علمی: Symposiachrus manadensis) نام یک گونه از سرده شهریارک‌های رنگ‌پریده است.